# Tepetlixpa
Tepetlixpa est une municipalité de l'État de Mexico, au Mexique. Elle couvre une superficie de 46,68 km2 et compte 19 843 habitants en 2015.